# Ferdinand IV. Habsburški
Ferdinand IV., rimski kralj, češki kralj, hrvaški kralj, ogrski kralj. * 8. september 1633, † 9. julij 1654, pripadnik dinastije Habsburžanov.
Ferdinand IV. je bil najstarejši sin svetorimskega cesarja Ferdinanda III. in španske princese Marije-Ane. V njunem zakonu se je rodil tudi Ferdinandov brat Leopold I. Habsburški. Leta 1646 je postal češki kralj, leta 1647 še ogrski in hrvaški kralj, leta 1653 pa je bil postavljen tudi za rimskega kralja. Titula rimskega kralja je zagotavljala nasledstvo na položaju svetorimskega cesarja. Toda 21-letni Ferdinand IV. je nekaj tednov po kronanju za rimskega kralja umrl zaradi črnih koz, torej še pred smrtjo očeta Ferdinanda III., zaradi česar nikoli ni zavladal kot svetorimski cesar.